# شلومبرژه
شِلُمبرژه یا شلومبرژره (به فرانسوی: Schlumberger) بزرگ‌ترین شرکت خدمات نفتی در جهان است. این شرکت بین‌المللی، در حدود ۱۲۳٫۰۰۰ پرسنل از ۱۴۰ ملیت مختلف دارد و در حال حاضر در ۸۵ کشور فعالیت می‌کند.
دفاتر مرکزی شرکت شلمبرژه در شهرهای هیوستون آمریکا، پاریس و لاهه قرار دارند. رقبای این شرکت، «هَلیبرتون»، «بِیکر هیوز» و «ودرفورد» می‌باشند.
شلمبرژه در حال حاضر شامل چهار گروه اصلی حفاری (Drilling Group) تولید (Production Group) مشخصه یابی مخزن (Reservoir Characterization Group) و گروه کامرون شامل واحد آب‌های عمیق یا وان.ساب.سی است.
Cameron Group

## تاریخچه

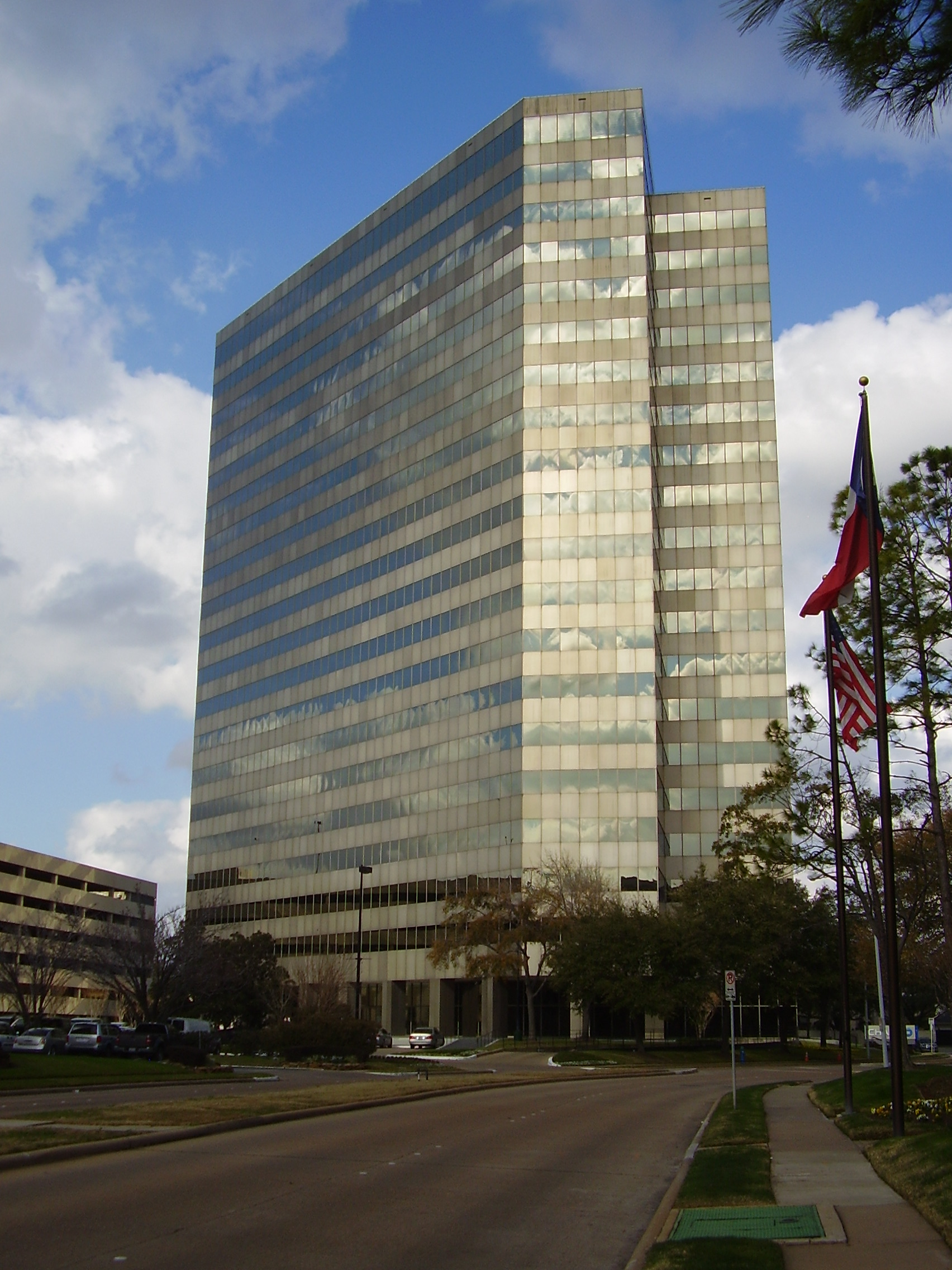
ساختمان مرکزی شلومبرژه در هیوستون

شِلومبرژه توسط دو برادر فرانسوی، به نام کنراد و مارسل شلومبرژه که ژئوفیزیکدان و مهندس نفت بودند، تأسیس شد. آنان در ابتدا با نام Société électrique prospection و تحت عنوان شرکت تولید مقاومت‌های الکتریکی، کار خود را در سال ۱۹۲۷ در بازار قطعات الکترونیکی در فرانسه، آغاز نمودند. متد به کار رفته توسط آن‌ها در سنجش و نمودارگیری میزان مقاومت الکتریکی در لایه‌های مختلف چاه که اولین چاه نگاری (well log) تاریخ به‌شمار می‌رفت، انقلابی در صنعت نفت پدیدآورد. برای نخستین بار، لاگینگ یک چاه نفت در آمریکا توسط برادران شلومبرژه انجام شد و شرکت تابعه "Schlumberger Well Surveying Corporation" توسط آنان در آن کشور تأسیس گشت که بعدها به "Schlumberger Well Services" و نهایتاً به "Schlumberger Wireline & Testing" تغییر نام یافت. در دهه ۱۹۵۰ تمامی شرکت‌های فرعی، به عنوان زیر مجموعه شرکت هُلدینگ "Schlumberger Limited" به فعالیت خود ادامه دادند.
امروزه شرکت شلمبرژه فقط در صنعت نفت فعالیت می‌کند. زمینه تخصصی این شرکت در بخش‌هایی مانند: پردازش لرزه‌نگاری دوبعدی و سه بُعدی، خدمات سرچاهی، حفاری اکتشافی و حفاری چاه‌ها، مشاوره، نرم‌افزار و مدیریت اطلاعات در صنعت نفت می‌باشد. همچنین در زمینه استخراج آب‌های زیرزمینی و صنعت جذب و ذخیره‌سازی کربن نیز فعالیت می‌کند.
برادران شلمبرژه نیز به صورت مستقیم در صنعت نفت فعالیت نموده‌اند، که از آنجمله می‌توان به مطالعات ژئوفیزیکی و اکتشاف نفت و گاز، در کشورهایی مانند رومانی، کانادا، صربستان، آفریقای جنوبی، جمهوری دموکراتیک کنگو، ایران و ایالات متحده آمریکا اشاره نمود.

## ثبت شرکت در ایالات متحده
پس از آنکه برادران شلمبرژه در سال ۱۹۲۷ و در کشور فرانسه، فعالیت خود را آغاز نمودند، این شرکت به سرعت گسترش یافت. در سال ۱۹۲۹ اولین نمایندگی خود به نام شرکت نقشه‌برداری شلومبرژه، را در ایالات متحده و در شهر کرن کانتی ایالت کالیفرنیا ثبت نمودند و در زمینه نقشه‌برداری در صنعت نفت شروع بکار کردند.

## شلومبرژه وایرلاین و تستینگ
این شرکت، در سال ۱۹۳۵ شعبه دوم خود در ایالات متحده را در هیوستون تأسیس کرده، که در همین سال نام آن به شرکت خدمات شلمبرژه تغییر کرد. در هوستون، همچنین شاخه‌ای به نام شلمبرژه وایرلاین و تستینگ که در زمینه الکترونیک فعالیت می‌نمود نیز به این مجموعه اضافه گردید.
در سال ۱۹۴۸ برای اولین بار، دستگاه‌های حضور و غیاب به وسیلهٔ این شرکت و به منظور ورود و خروج کارمندان، به بازار الکترونیک وارد شد؛ که در آن سال‌ها سود زیادی برای شلومبرژه به ارمغان آورد…
در سال ۱۹۶۰ با شراکت داو کمیکال، شرکتی به نام داول-شلمبرژه تأسیس نموده که سهام هر کدام از شرکت‌ها ۵۰٪ بود. این شرکت در زمینه تولید پمپ‌های سرچاهی در صنعت نفت فعالیت خود را آغاز نمود.

## ورود به بازار بورس نیویورک و خرید فارکس
شلمبرژه در سال ۱۹۶۲ وارد بازار بورس نیویورک شد. در ۱۹۶۴ شلمبرژه موفق شد ۵۰٪ از فارکس را خریداری نماید، سپس آن را با ۵۰٪ لانگوئدوسیئنه (Languedocienne) ادغام نموده و شرکت حفاری نپتون را تأسیس کرد. اولین تجزیه و تحلیل کامپیوتری مخزن، در مخزن ساراباند، در سال ۱۹۷۰ انجام شد.
سپس در سال بعد، باقی‌مانده سهام فارکس، که ۵۰٪ آن بود نیز، توسط شلمبرژه خریداری شد و شرکت نپتون، به شرکت حفاری فارکس نپتون، تغییر نام داد.

## مرکز تحقیقات کمبریج

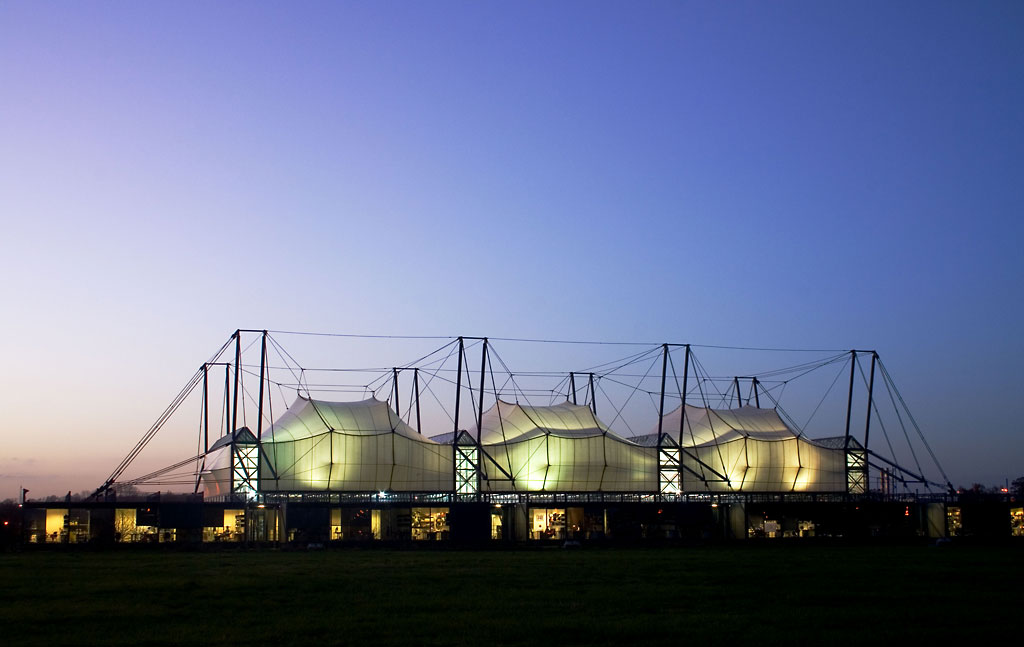
مرکز تحقیقات شلومبرژر گولد

در سال ۱۹۸۱ اولین شبکه لینک بین‌المللی دیتا به همراه خدمات ایمیل توسط شرکت شلمبرژه راه اندازی شد.
شلومبرژه، در سال ۱۹۸۳ مرکزی به نام مرکز تحقیقات کمبریج، در کمبریج، انگلستان افتتاح نمود، که در سال ۲۰۱۲ به مرکز تحقیقات شلمبرژه گولد تغییر نام داد. گولد، از نام مدیرعامل سابق این شرکت، آندرو گولد گرفته شده‌است.

## تأسیس شرکت حفاری فارکس نپتون
این شرکت، در سال ۱۹۸۴ شرکت حفاری سدکو را، خریداری نمود، همچنین در همان سال ۵۰٪ دیگر شرکت حفاری فارکس نپتون را از آن خود نمود.
سپس دو شرکت را ادغام کرده، کمپانی جدیدی بنام؛ شرکت حفاری سدکو فارکس را تأسیس کرد. در سال بعد نیز ۵۰٪ از سهام شرکت جکو را نیز خریداری نمود.
شلمبرژه، در سال ۱۹۹۲ نرم‌افزار سیستم‌های جیوکوئیست (GeoQuest) را بدست آورد.

## وسترن‌جکو
در سال ۲۰۰۰ «جئکو-پراکلا»، توسط شلمبرژه خریداری شد و با «وسترن جئوفیزیکال» ادغام گردید، تا کمپانی وسترن‌جکو تأسیس شود. شلومبرژه مالک ۷۰٪ درصد از سهام وسترن‌جکو بود، باقی‌مانده سهام آن، یعنی ۳۰٪ درصد از سهام این شرکت تازه تأسیس نیز، در اختیار بیکر هیوز که یکی از رقیب‌های اصلی شلومبرژر می‌باشد، بود.
سپس در سال ۲۰۰۶ شلومبرژه، ۳۰٪ درصد باقی‌مانده سهام وسترن‌جکو را، با مبلغ ۲٫۴ $ میلیارد دلار، از بیکر هیوز خریداری نمود.

## اسمیت اینترنشنال
اسمیت اینترنشنال و شلومبرژه؛ در سال ۱۹۹۹ با یک سرمایه‌گذاری مشترک، «شرکت حفاری ام. آی ال.ال. سی» را تأسیس نمودند. این شرکت، در زمان تأسیس، بزرگترین شرکت حفاری جهان بود. در این شرکت، اسمیت اینترنشنال ۷۰٪ درصد و شلمبرژه ۳۰٪ درصد از سهام را در اختیار داشتند.
در سال ۲۰۰۵ شلمبرژه، شرکت واترلو را خریداری نمود. در همان سال، شلمبرژه دفتر مرکزی خود در ایالات متحده را از نیویورک، به هیوستون منتقل کرد.
در سال ۲۰۱۰ اسمیت اینترنشنال، در معامله سهام، به ارزش ۱۱٫۳ $ میلیارد دلار، توسط شلمبرژه خریداری شد. این انتقال در تاریخ ۱۸ فوریه ۲۰۱۰ انجام شد. این قرارداد، بزرگترین خرید، تا آن زمان در تاریخ شلمبرژه بود. سپس اسمیت اینترنشنال و شلمبرژه، با هم ادغام شدند. این ادغام، در تاریخ ۲۷ اوت ۲۰۱۰ بپایان رسید.